# Kleinbahn Tolmezzo–Paluzza–Moscardo
| Kleinbahn bei Tolmezzo |                     |                                        |                                        |
| Streckenlänge: | 28 km               |                                        |                                        |
| Spurweite: | 750 mm (Schmalspur) |                                        |                                        |
| |                     |                                        |                                        |
| \| \| \| Ferrovia Carnia-Tolmezzo-Villa Santina \| \| \| \| 0,0 \| Tolmezzo, Bahnhof \| Tolmezzo, Bahnhof \| \| \| \| Ferrovia Carnia-Tolmezzo-Villa Santina \| \| \| \| \| Tolmezzo, Güterbahnhof \| \| \| \| \| Tolmezzo, Straßenbahn \| \| \| \| 5,0 \| Imponzo \| Imponzo \| \| \| 7,0 \| Cedarchis \| Cedarchis \| \| \| \| Zuglio-Galerie \| \| \| \| \| Zuglio \| \| \| \| \| Arta Terme \| \| \| \| 10,0 \| Piano d’Arta, Bahnhof \| Piano d’Arta, Bahnhof \| \| \| \| Piano d’Arta, Haltestelle \| \| \| \| \| Noiaris-Galerie \| \| \| \| \| Noiaris \| \| \| \| ~15,0 \| Sutrio \| Sutrio \| \| \| ~15,3 \| Pontaiba \| Pontaiba \| \| \| ~15,4 \| Paluzza \| Paluzza \| \| \| \| Casteons \| \| \| \| 18,0 \| Moscardo \| Moscardo \| |                     |                                        |                                        |
| |                     | Ferrovia Carnia-Tolmezzo-Villa Santina |                                        |
| Kopfbahnhof Streckenanfang · Bahnhof | 0,0                 | Tolmezzo, Bahnhof                      | Tolmezzo, Bahnhof                      |
| Strecke · Strecke nach links |                     | Ferrovia Carnia-Tolmezzo-Villa Santina | Ferrovia Carnia-Tolmezzo-Villa Santina |
| Dienststation / Betriebs- oder Güterbahnhof (Strecke außer Betrieb) |                     | Tolmezzo, Güterbahnhof                 | Tolmezzo, Güterbahnhof                 |
| Bahnhof (Strecke außer Betrieb) |                     | Tolmezzo, Straßenbahn                  | Tolmezzo, Straßenbahn                  |
| Haltepunkt / Haltestelle (Strecke außer Betrieb) | 5,0                 | Imponzo                                | Imponzo                                |
| Bahnhof (Strecke außer Betrieb) | 7,0                 | Cedarchis                              | Cedarchis                              |
| Tunnel (Strecke außer Betrieb) |                     | Zuglio-Galerie                         | Zuglio-Galerie                         |
| Bahnhof (Strecke außer Betrieb) |                     | Zuglio                                 | Zuglio                                 |
| Haltepunkt / Haltestelle (Strecke außer Betrieb) |                     | Arta Terme                             | Arta Terme                             |
| Bahnhof (Strecke außer Betrieb) | 10,0                | Piano d’Arta, Bahnhof                  | Piano d’Arta, Bahnhof                  |
| Haltepunkt / Haltestelle (Strecke außer Betrieb) |                     | Piano d’Arta, Haltestelle              | Piano d’Arta, Haltestelle              |
| Tunnel (Strecke außer Betrieb) |                     | Noiaris-Galerie                        | Noiaris-Galerie                        |
| Haltepunkt / Haltestelle (Strecke außer Betrieb) |                     | Noiaris                                | Noiaris                                |
| Bahnhof (Strecke außer Betrieb) | ~15,0               | Sutrio                                 | Sutrio                                 |
| Brücke über Wasserlauf (Strecke außer Betrieb) | ~15,3               | Pontaiba                               | Pontaiba                               |
| Bahnhof (Strecke außer Betrieb) | ~15,4               | Paluzza                                | Paluzza                                |
| Haltepunkt / Haltestelle (Strecke außer Betrieb) |                     | Casteons                               | Casteons                               |
| Kopfbahnhof Streckenende (Strecke außer Betrieb) | 18,0                | Moscardo                               | Moscardo                               |

Die Kleinbahn Tolmezzo–Paluzza–Moscardo (italienisch Ferrovia del But) war eine während des Ersten Weltkriegs von den italienischen Streitkräften verlegte und betriebene Schmalspurbahn in Italien.

## Lage
Die Bahnstrecke mit einer Spurweite von 750 mm war 22 km lang. Sie verband die Dörfer im But-Tal  (italienisch Valle del But, friulanisch Bût, tischlbongarisch Pooch) mit Tolmezzo im Zentrum von Karnien und hatte dort über die Normalspurstrecke Villa Santina – Tolmezzo – Carnia in Carnia Anschluss an die Pontafelbahn.

## Geschichte
Die Kleinbahn wurde nach dem italienischen Kriegseintritt in den Ersten Weltkrieg im Mai 1915 auf Anordnung des Oberkommandierenden Generals des Abschnitts Carnia, Clemente Lequio, von Eisenbahnpionieren des italienischen Heeres errichtet. Bis zum Bau der Schmalspurbahn war das vom Torrente But durchflossene Tal verkehrstechnisch nicht erschlossen, und nur zu Fuß zu erreichen. Um die Truppen an der Front am Karnischen Hauptkamm mit Nachschub zu versorgen, ließ Lequio neben der But-Bahn die Degano-Bahn, ebenfalls eine Schmalspurbahn mit 750 mm Spurweite, im gleichnamigen westlich liegenden Val Degano erbauen.

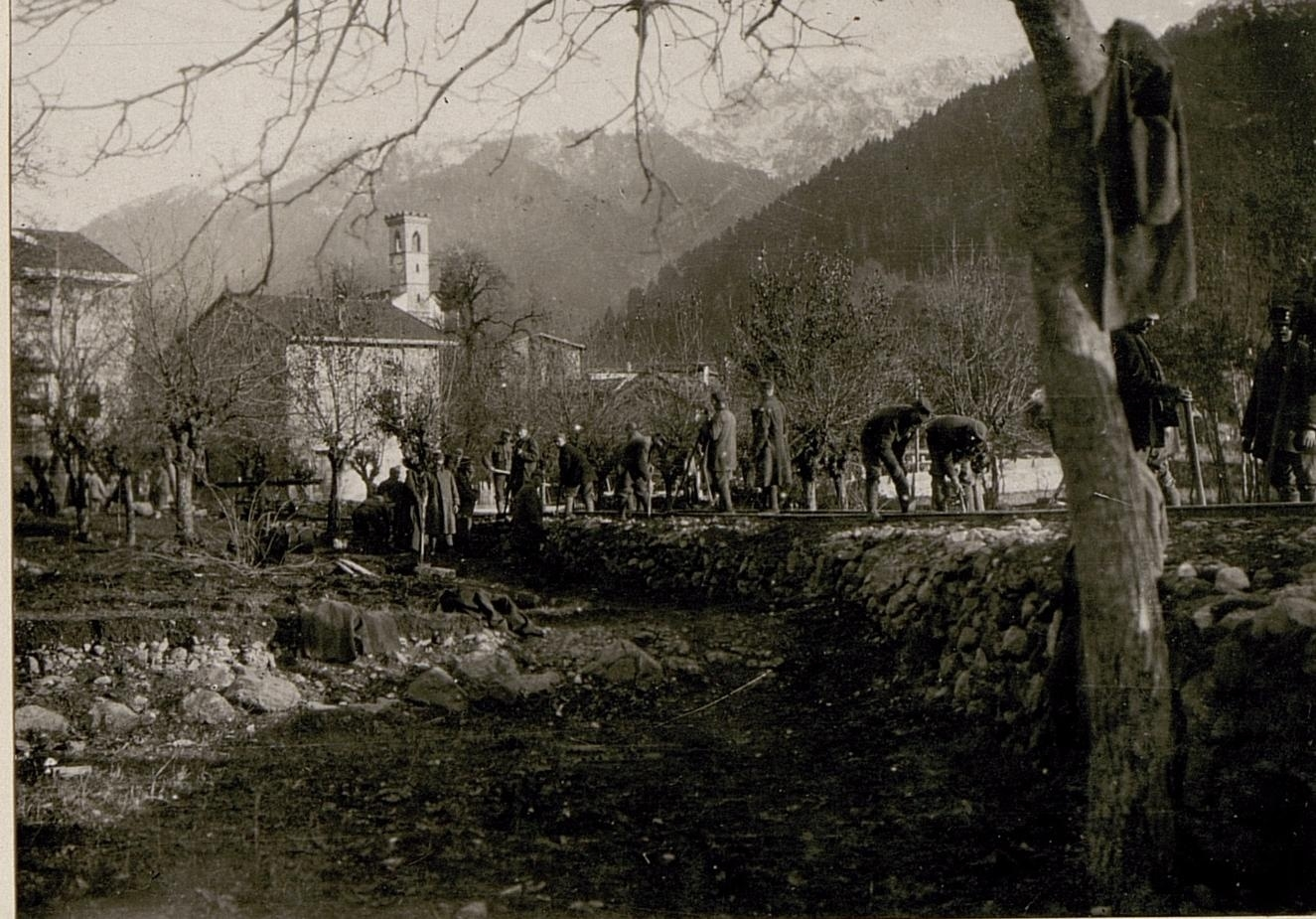
Bau des Anschlussgeleises der Kleinbahn in Paluzza aus vorgefertigten Feldbahn-Gleisjochen

Die Bahn wurde bis zum Zusammenbruch der italienischen Front im Oktober 1917 auch für den zivilen Personen- und Güterverkehr genutzt. Am 31. Oktober 1917, eine Woche nach der Durchbruchsschlacht bei Karfreit, nahm die österreichisch-ungarische Armee die so gut wie unbeschädigte But-Bahn in Besitz. Ende November 1917 befahl das im besetzten Udine stationierte zuständige Kommando der k.u.k. Eisenbahn-Truppe die Wiederaufnahme des Betriebs. Die vor allem für zivile Zwecke genutzte Bahn wurde bis zum Kriegsende im November 1918 von der k.u.k. Eisenbahn-Truppe in Betrieb gehalten.
Wenige Monate nach Ende des Krieges stellten die Gemeinden des Tals im März 1919 beim zuständigen italienischen Ministerium für öffentliche Arbeiten einen Antrag für die Konzession der Bahnstrecke, mit der zunächst das öffentliche Stromversorgungsunternehmen in Paluzza (italienisch: Società elettrica cooperativa Alto But) betraut werden sollte. Über eine Konzession war bereits 1916 diskutiert worden. Am 23. Oktober 1919 wurde die Betriebskonzession schließlich vergeben und der Betrieb wieder aufgenommen. 1925 ging die rückwirkend von 1919 an auf 35 Jahre ausgestellte Konzession an das dafür gegründete kommunale Konsortium (Consorzio della Tramvia del But) über. Für den Betrieb wurden vom Ministerium Subventionen von jährlich 3666 Lire je Bahnkilometer gewährt.
Zum Zeitpunkt der Wiedereröffnung standen sechs Lokomotiven, vierzehn Personenwagen und 58 Güterwagen zur Verfügung. Eine 1923 geplante Verbindung mit dem Degano-Tal von Tolmezzo bis zum Endbahnhof der Degano-Schmulspurbahn in Villa Santina wurde nicht gebaut.
Für die 17 km lange Strecke bis Paluzza, der letzte Streckenabschnitt nach Moscardo, der ursprünglich nur für den Güterverkehr genutzt wurde, wurde nach dem Krieg nicht wieder in Betrieb genommen, benötigte die mit Dampf betriebene Bahn eine Stunde und 15 Minuten, was einer Reisegeschwindigkeit von 13,6 km/h entsprach. In der umgekehrten Richtung verkürzte sich die Fahrzeit um zehn Minuten. Die Strecke wurde dreimal täglich und montags, donnerstags sowie samstags viermal täglich bedient.
Der Betrieb wurde am 31. Oktober 1931 aufgrund der Zahlungsunfähigkeit des kommunalen Konsortiums eingestellt. 2019 wurde der Region Friaul-Julisch Venetien ein interkommunales Projekt für die Nutzung der Trasse als Fahrradweg vorgelegt.

## Lokomotiven
Die Società Veneta, die zunächst für Betrieb der Kleinbahn verantwortlich war, beschaffte für den Einsatz auf dieser Strecke sowie auf der Kleinbahn Villa Santina – Comeglians zehn zweiachsige Breda-Dampflokomotiven, die mit den Nummern 90 bis 99 als Gruppo 9 nummeriert klassifiziert wurden. Während des Krieges wurde mindestens eine zweiachsige Lokomotive von Orenstein & Koppel eingesetzt und eine, die von den Officine Meccaniche Reggiane für das Reggimento Genio Ferrovieri gebaut worden war.

## Fahrplan

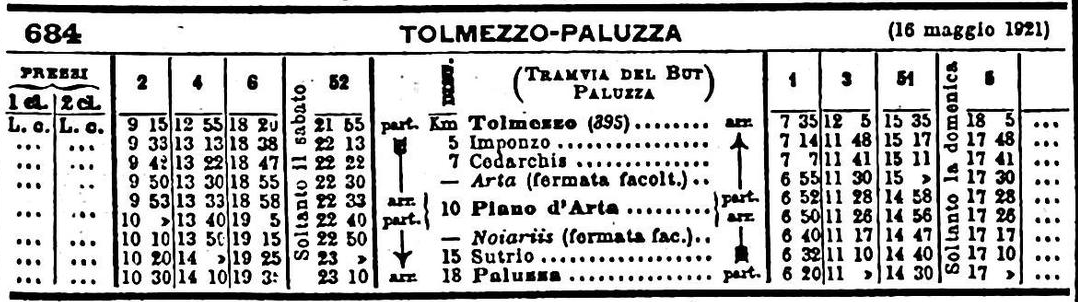
Fahrplanbild aus dem Jahr 1921

Im italienischen Kursbuch von 1921 scheinen drei Zugpaare auf, die Samstags durch ein weiteres Zugpaar ergänzt wurden. In beiden Richtungen wurden je 75 Minuten für das Zurücklegen der Strecke angegeben.